# マリア (フロレアル・ルイスの曲)
『マリア』（Maria）は、アニバル・トロイロが作曲。

## 概要
1945年に発表した。歌入りのタンゴの傑作。
タンゴの 「最後の酔い」 の作詞者でもあるカトゥロ・カスティージョ の歌詞がついている。
アニバル・トロイロ楽団の演奏に、フロレアル・ルイスの歌の録音が人気を博している。
フランシスコ・カナロ楽団もレコード録音を残しているし、いくつかのタンゴ楽団の演奏がある。
1988年のアルゼンチン映画「スール/その先は……愛」では、ロベルト・コジェネチェが、この歌を歌っている。

## カヴァーした歌手
- ロベルト・ゴジェネチェ　Roberto Goyeneche
- フリオ・ソーサ　Julio Sosa
- プラシド・ドミンゴ　Plácido Domingo

など